# Czepiec balistyczny

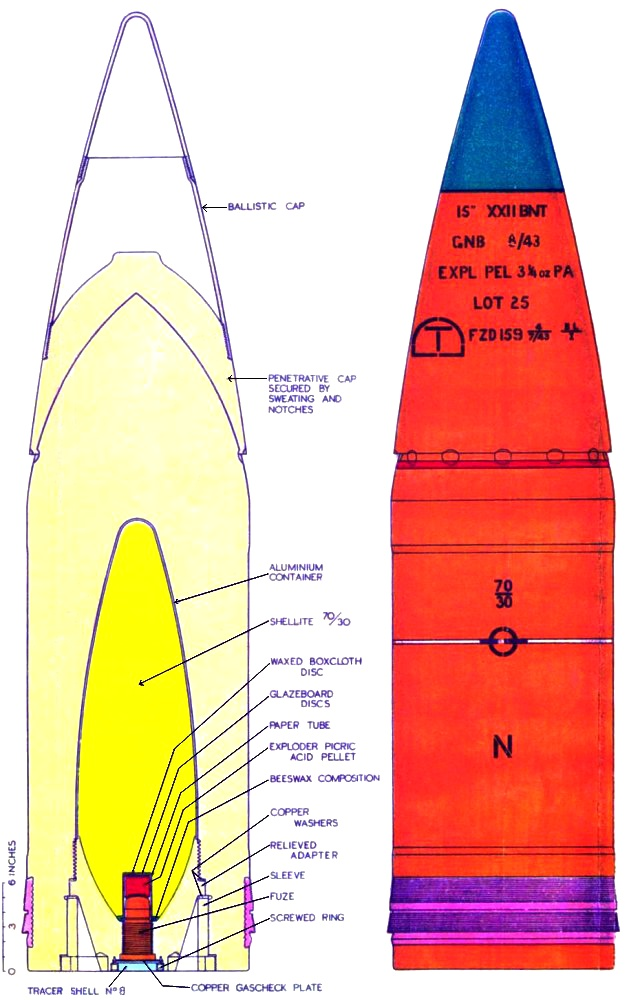
Przekrój pocisku do armaty 381 mm. Na dziobie widoczny cienkościenny czepiec balistyczny (ballistic cap)

Czepiec balistyczny – ostrołukowa lub stożkowa powłoka części pocisku lub bomby lotniczej.

## Opis
Osadzony jest na przedniej głowicowej części pocisku celem zmniejszenia oporu powietrza w przypadku, kiedy głowica pocisku lub zapalnik głowicowy nie mają dogodnych aerodynamicznych kształtów. Wykonany z cienkiej blachy stalowej lub z tworzywa o odpowiedniej wytrzymałości. Ma zastosowanie w pociskach kumulacyjnych, przeciwpancernych zwykłych tzw. tępogłowicowych.